# HUMO (платёжная система)
Humo («Хумо́») — платёжная система Узбекистана. Расчёты производятся в сумах.
Создана в 2019 году государственным Национальным межбанковским процессинговым центром. В январе 2025 года приватизирована компанией Paynet, сумма сделки составила $65 млн.
На апрель 2025 года эмитировано более 35 млн карт Humo и установлено свыше 200 тыс. терминалов. На территории Узбекистана установлено более 6,4 тыс. банкоматов Humo. В этом же году банкоматы HUMO и Uzcard прошли взаимную интеграцию.

## История
Постановлением Президента Республики Узбекистан перед Центральным банком была поставлена задача создания Национального межбанковского процессингового центра, предусматривающая создание новой розничной платежной системы.
Для выбора наименования создаваемой национальной розничной платёжной системы был объявлен отбор путём двух этапного открытого голосования на сайте Центрального банка Республики Узбекистан. Условием предложения для наименования платёжной системы, было уникальное название в национальном колорите и состоящее из одного-двух слов. В ходе первого этапа конкурса поступило 2 439 предложений по наименованию розничной платёжной системы, наиболее популярными вариантами, отвечающими требованиям конкурса были названия «HUMO», «ADRAS» и «ANOR». На втором этапе конкурса, в голосовании по выбору одного из вышеуказанных трёх вариантов, приняло участие около 4 тыс. респондентов. По результатам голосования первое место с результатом 45,3 % получил вариант Humo. Согласно результатам голосования, под наименование Humo был создан логотип платежной системы.

### 2019 год
- 1 мая — начат выпуск карт Humo[5].
- 13 мая — между Национальным межбанковским процессинговым центром (НМПЦ) и международной платежной системой Mastercard подписан меморандум о приёме карт Humo International в сети Mastercard и сотрудничестве по внедрению безналичной оплаты проезда в общественном транспорте[6].
- 7 августа — в Ташкентском метрополитене в экспериментальном режиме запустилась бесконтактная оплата проезда картами Humo[7].
- 29 августа — банкоматы Humo начали обслуживать карты Visa для выдачи наличных средств в сумах[8].
- 7 октября — бесконтактная оплата проезда картами Humo в метро запущена в обычном режиме на 10 станциях[9], а с 14 октября уже на 15 станциях[10]. К концу года оплата заработала на всех станциях метро.
- 17 октября — банкоматы Humo начали обслуживать карты MasterCard для выдачи наличных средств в сумах[11].
- 3 декабря — в терминалах Humo запущен эквайринг карт MasterCard[12].
- 18 декабря — в терминалах Humo запущен эквайринг карт Visa[13].

### 2020 год
- 19 марта — для минимизации физического контакта из-за пандемии COVID-19 увеличен лимит беспиновых транзакций в сети супермаркетов «Korzinka» и «Makro» до 250000 сумов[14].
- 11 апреля — Центральный Банк выдал лицензию Национальному межбанковскому процессинговому центру, оператору платежной системы HUMO[15].
- 20 мая — Humo и АКБ «Туронбанк» представили формат платежей через NFC «OneTouch» на базе технологии «Tap To Phone» Visa[16].
- 23 июня — НМПЦ и Visa объявили об отмене комиссии для держателей карт «Visa» за оплату товаров и услуг в сети HUMO[17].

### 2021 год
- 22 марта — банкоматы и терминалы Humo начали обслуживать карты UnionPay[18].
- 13 апреля — Платёжные системы Humo и Uzcard подписали Меморандум о сотрудничестве[19][20].
- Июнь — впервые на территории СНГ выпущены кобейджинговые карты Visa-Humo[21] и HUMO-MasterCard[22]

### 2022 год
- Февраль — банкоматы Humo начали поддерживать бесконтактное обслуживание карт[23]
- Май — подписание соглашения между НМПЦ и АКБ «TBC Bank» о запуске проекта по обслуживанию карт Humo, открытых в банках Узбекистана на территории Грузии[24].

### 2023 год
- Интеграция банкоматов UZCARD и HUMO[25].

### 2025 год
- В январе 2025 года платежная система Humo приватизирована компанией Paynet, сумма сделки составила $65 млн[1].
- В июле Humo представила пилотный проект по запуску собственного цифрового токена Humo Token, обеспеченного государственными облигациями Узбекистана[26].

## Устройство и особенности
- Полное соответствие требованиям PCI DSS[27].
- Все карты и терминалы платежной системы Humo поддерживают бесконтактные платежи[28].
- Все банкоматы и терминалы системы Humo обслуживают международные карты Visa, MasterCard и UnionPay.
- Оплачивать можно также с помощью специальных браслетов для бесконтактной оплаты[29].